# 珠山县
珠山县，中国旧县名。
山东解放区设。1945年由诸胶边县分置，治所在王哥庄（一称王戈庄，今青岛市黄岛区胶南街道）。1956年改名胶南县。 